# Рокпелнис, Фрицис Янович
Фри́цис Я́нович Ро́кпелнис (латыш. Fricis Rokpelnis; 1909—1969) — советский латышский поэт и кинодраматург. Заслуженный деятель искусств Латвийской ССР (1959). Лауреат Сталинской премии второй степени (1950). Отец Яниса Рокпелниса.

## Биография
Родился 23 сентября (6 октября) 1909 года на хуторе Алкшни (ныне Медзская волость Гробинского края Латвии). В 1931—1933 годах учился в Латвийском университете. Печатается с 1929 года. Писал стихотворные фельетоны. С 1934 года участвовал в подпольной революционной прессе. В 1940—1941 годах — редактор сценарного отдела Рижской киностудии.
Участник Великой Отечественной войны
Член ВКП(б) с 1947 года. Совместно с Ю. П. Ванагом написал гимн Латвийской ССР. В 1962—1965 годах секретарь Правления Союза кинематографистов Латвии. Депутат ВС СССР 2-го созыва (1946—1950). Был директором музея Я. Райниса.
Умер 15 сентября 1969 года в Юрмале.

## Фильмография
- 1949 — Райнис (с В. М. Крепсом)
- 1951 — Рига
- 1959 — Эхо; Ржаной хлеб
- 1964 — Величие (с В. Калнинем)

## Сочинения

### Пьесы
- «Стрелочник» (1933)
- «Свет» (1945)
- «Юность Райниса» (1948)
- «Латышские ели» (1966)

### Сборники стихов
- «Ткёт сестра звезду на знамени» (1950)
- «Ржаной хлеб» (1959)

### Либретто опер
- «Рута» (1942) (с Ю. П. Ванагом)
- «К новому берегу» (1954)

## Награды и премии
- Сталинская премия второй степени (1950) — за фильм «Райнис» (1949)
- Государственная премия Латвийской ССР (1960) — за стихотворный сборник «Ржаной хлеб» (1959)
- заслуженный деятель искусств Латвийской ССР (1959)
- 3 ордена Трудового Красного Знамени (в том числе 03.10.1956)
- 2 ордена «Знак Почёта»
- медали